# Laura Mazzuchelli
Laura Mazzuchelli (* 23. Juli 1988 in Wien) ist eine ehemalige österreichische Kinderdarstellerin.
Mazzuchelli spielte das erste Mal bei Medicopter 117 – Jedes Leben zählt die Person Laura Wächter und hat die Rolle durch ihren Vater Peter Mazzuchelli bekommen, der unter anderem für Medicopter das Drehbuch schrieb. Ihre Mutter ist die Schauspielerin Konstanze Breitebner.
Mazzuchelli arbeitete nach ihrem Bachelorstudium in Wirtschaftswissenschaften bei MTV in Berlin.

## Filmografie
- 1998–2002: Medicopter 117 – Jedes Leben zählt (Staffeln 1–5; 17 Episoden)